# Molnupiravir
Wikipédia ne donne pas de conseils médicaux ou sanitaires. Cet article est susceptible de contenir des informations obsolètes ou inexactes. Seul un professionnel de la santé est apte à vous fournir un avis médical, et seules les autorités sanitaires de votre pays sont compétentes pour donner des consignes de santé publique relatives à la pandémie de Covid-19.
 (novembre 2021).
Motif : Cf Discussion:Molnupiravir#Travail_inédit?_Problèmes_de_neutralité_et_de_proportion?.
Le molnupiravir, aussi appelé MK-4482 ou Lagevrio, est un antiviral expérimental à large spectre, initialement destiné à soigner la grippe et l'hépatite C. Il a montré in vitro et chez l'animal une certaine efficacité contre divers coronavirus dont le virus SARS-CoV-2 responsable de la pandémie de Covid-19. Avant même que les résultats des essais cliniques soient publiés, il est autorisé au Royaume-Uni en novembre 2021 pour les personnes à risque atteintes de Covid-19 dans des formes légères à modérées, au tout début de la maladie. 
Le 19 novembre 2021, l'Agence européenne des médicaments autorise son utilisation pour les mêmes indications, en prévention des formes graves. En France, la Haute Autorité de Santé estime le 10 décembre 2021 que l'efficacité estimée de 30% contre les formes graves est insuffisante comparée à celle de 80% du Ronapreve et donne un avis défavorable au Lagevrio.

## Histoire
La formule chimique de la molécule (qui a reçu plusieurs noms différents) a été décrite pour la première fois dans les années 1980, pour essayer d’empêcher la réplication du virus de la variole.
Pharmasset (acquis par Gilead Sciences en 2012) abandonne en 2003 cette molécule, parce qu'elle est mutagène, et estime que les petites modifications chimiques faites pour augmenter sa biodisponibilité n'atténuent probablement pas sa mutagénicité. 
À partir de 2013, l’équipe du Professeur George Painter de l’Emory Institute for Drug Development, aux États-Unis, étudie à nouveau la molécule (sous le nom de EIDD-2801) pour essayer « de bloquer le virus de l’encéphalite équine du Venezuela, soupçonné de pouvoir être utilisé comme arme biologique ». L'équipe découvre que cette molécule n’engendre pas de phénomène de résistance chez les virus, qui ne sont donc pas susceptibles de muter progressivement en réaction au traitement. La EIDD-2801 est ensuite testée en laboratoire contre plusieurs virus, grippe, hépatites et contre les coronavirus SRAS-CoV-1 et MERS-CoV. Un premier essai clinique contre la grippe devait démarrer quand la pandémie a commencé. George Painter crée une startup, DRIVE (Drug Innovation Ventures at Emory), et mène des études de toxicité du molnupiravir sur des souris, rats, chiens et primates non humains, et prétend désormais qu'il n'y a pas de mutagénicité.
Début 2020, la molécule est proposée par DRIVE comme médicament contre la Covid-19. DRIVE est ensuite acheté par le laboratoire Ridgeback Biotherapeutics (co-fondé en 2016 par Wayne Holman et Wendy Holman, à Miami, en Floride). Ridgeback s'associe à Merck & Co pour développer le médicament. À la suite de conflits internes à l'administration américaine, Rick Arthur Bright est démis de ses fonctions de directeur de la BARDA parce qu'il avait refusé de subventionner les études sur le molnupiravir. Bright invite à la prudence, en raison des risques de mutagénicité et de cancérogénicité.
En octobre 2021, un communiqué de Merck et de son partenaire Ridgeback Biotherapeutics affirme que l'essai de phase II/III montre que les patients traités dans les cinq jours suivant les symptômes de Covid-19 risquaient moitié moins l'hospitalisation et le décès que ceux traités par placebo. 7 % environ des malades traités au molnupiravir ont été hospitalisés ou sont décédés au bout de 30 jours, contre 14 % des patients traités par placebo ; cet essai a été conduit chez 775 adultes atteints de Covid-19 légère à modérée, présentant au moins un risque plus élevé de faire une forme grave de la maladie en raison d'obésité, de diabète ou de problèmes cardiovasculaires.
Merck demande une autorisation d'utilisation d'urgence à la FDA pour un traitement précoce des sujets à risque.

S'il est approuvé, le molnupiravir serait le premier médicament oral contre le Covid-19, et donc plus facile à utiliser en médecine ambulatoire que les anticorps monoclonaux et le remdesivir (qui sont injectés par voie intraveineuse), ce qui est un « avantage considérable pour lutter contre la propagation du Covid-19 dans les communautés difficiles à atteindre dans le monde entier »,. En effet, le molnupiravir est rapidement assimilé et diffusé dans l'organisme.
En juin 2021, le gouvernement américain annonce passer une commande de 1,7 million de traitements de molnupiravir, à un prix de 700 $ pour un traitement de 5 jours. Il achète 1,4 million de traitements supplémentaires en novembre 2021. D'autres gouvernements (France, Australie, Grande-Bretagne, ...) commencent à acheter massivement des traitements à partir du 2e semestre 2021.

## Caractéristiques et mécanisme d'action
Le promédicament, dont les noms de codes de tests et développement sont EIDD-2801 et MK-4482, produit de la N4-hydroxycytidine (ou NHC), un dérivé nucléosidique. Il fait partie du groupe des ribonucléosides mutagènes, qui agit contre les virus à ARN en introduisant des erreurs de réplication de l'ARN par l'ARN polymérase ARN-dépendante virale,. 
Il est dit à « large spectre » puisqu’il est efficace contre plusieurs grandes familles de virus : Togaviridae, Flaviviridae, Coronaviridae (SARS-CoV, MERS-CoV et SARS-CoV-2), Pneumoviridae et Orthomyxoviridae,,,,,,.
C'est une petite molécule mutagène qui cible l'incorporation dans l'ARN viral, tout comme le favipiravir (FAV) qui est un analogue de bases, et la ribavirine (RBV) qui est un analogue de ribonucléoside.
Le molnupiravir est métabolisé en la forme active de ribonucléoside triphosphate qui se concentre très bien dans les génomes des virus à ARN lors de la réplication virale. 
Là, elle cause une « mutagenèse létale » de l'ARN viral. Cette mutagenèse anormale est induite par l'ARN polymérase ARN-dépendante (ou RdRp, une enzyme dépendante de l'ARN viral indispensable à la réplication des virus à ARN sans étape à ADN,). En effet, une substance active (β-D-N4-hydroxycytidine (NHC) triphosphate) se substitue à la cytidine triphosphate ou à l'uridine triphosphate comme support de l'enzyme ARN polymérase ARN-dépendante. Cette substitution engendre des erreurs de copie du brin d'ARN, suffisamment délétères pour bloquer la production de copies fonctionnelles du virus original,. Ainsi « la polymérase échappe à la relecture et synthétise l'ARN muté. Ce mécanisme de mutagenèse en deux étapes s'applique probablement à diverses polymérases virales et peut expliquer l'activité antivirale à large spectre du molnupiravir ».
Les informations publiées en septembre 2021 sur le mécanisme d'action du molnupiravir montrent qu'il est entièrement distinct de celui du remdesivir (ou des analogues nucléosidiques à terminaison de chaîne, pas ou peu efficaces contre les virus à ARN), par contre ce mécanisme est dans son principe proche de celui de la mutagenèse induite par le favipiravir également récemment étudié (2020),.

## «Médicament-candidat» contre la Covid-19
De manière générale l'enzyme RdRp a été considérée comme une cible intéressante pour le développement de médicaments antiviraux contre les coronavirus,,,.

### Études cliniques
En mars 2020 une activité du molnupiravir a été détectée contre le SARS-CoV-2. Un essai clinique de phase I a ensuite été lancé sur des volontaires sains au Royaume-Uni et aux États-Unis afin d'en évaluer l'innocuité, la tolérance et la pharmacocinétique sur l'homme,. Merck a par la suite accéléré le développement de cette molécule, lançant en octobre 2020 un essai de phase II/III sur des patients hospitalisés,. 
Les essais de phase II ont prévu d'aboutir à la fin du 1er trimestre 2021 (NCT04405739, NCT04405570 et NCT04575597), mais des informations ont été déjà divulguées le 6 mars 2021 après des tests sur 202 participants : après 5 jours de traitement au Molnupiravir, la charge virale serait de 0 % sur les patients traités contre 24 % sur les patients ayant reçu un placebo. 
Par ailleurs, la revue scientifique Nature Microbiology publie en décembre 2020 des résultats indiquant que cette molécule bloque la transmission du virus SARS-CoV-2 chez le furet utilisé comme modèle animal.
Le 1er octobre 2021, Merck indique que le produit est efficace chez les patients atteints de formes légères à modérées,. Selon Merck, le comité consultatif indépendant surveillant l'essai clinique COVID-19 a recommandé que le recrutement de patients dans l'étude soit arrêté en raison de preuves convaincantes des avantages du médicament, montrant lors de l'analyse intermédiaire une réduction du risque d'hospitalisation ou décès de 48 %. Concrètement, il y a eu 7,3 % d'hospitalisations dans le groupe traité et aucun décès, contre 14,3 % hospitalisations et huit décès (sur 377 patients) dans le groupe placebo. 
Merck annonce son intention de demander une autorisation d'urgence à la FDA et de soumettre des demandes de commercialisation à d'autres régulateurs mondiaux de médicaments. La société souhaite licencier la fabrication des génériques en Inde pour accélérer la disponibilité,,. Deux fabricants indiens ont indiqué vouloir cesser leurs essais, n'ayant pas constaté d'efficacité significative, mais continuer leurs recherches sur les cas légers. 
Une autre étude montre que le molnupiravir n'a que peu d'effet s'il n'est pas pris précocement, avant hospitalisation pour une Covid grave.

### Autorisations d'utilisation
L'examen de la FDA pour une autorisation d'urgence au médicament est attendu pour le 30 novembre 2021.
Le 24 octobre 2021, l'agence européenne du médicament indique lancer une évaluation en continu du Lagevrio (nom commercial de la molécule) afin d'accélérer l'examen de l'autorisation de mise sur le marché une fois que le dossier de demande aura été déposé.
Le 19 novembre 2021, l'Agence européenne des médicaments autorise son utilisation  en procédure d'urgence contre les formes précoces du COVID-19 pour les patients à haut risque.

Le 25 novembre 2021, le ministre de la santé Olivier Véran annonce qu'il sera délivré en France début décembre 2021, et ajoute : « Nous fondons beaucoup d'espoir dans ce médicament. La France sera le premier pays européen à en faire bénéficier ses citoyens ».
Toutefois la HAS déclare, le 10 décembre 2021, ne pas autoriser « l’accès précoce de Lagevrio® en traitement curatif des formes légères et modérées de la Covid-19, les résultats d’efficacité avancés par le laboratoire étant moins bons que ceux des autres traitements disponibles »,. La HAS met en avant que si la première partie de l'étude de Merck affichait une efficacité de 50 %, cette efficacité est nulle pour la seconde phase principalement effectuée sur le variant Delta, en comparaison avec le Placebo. Elle indique « qu’il demeure des questions sur cet antiviral au mécanisme d’action de mutagénicité létale sur le virus et sur la robustesse de l’étude MOVe-OUT pour lesquels le laboratoire doit apporter des données complémentaires ». 
En novembre 2021, le Royaume-Uni autorise le molnupiravir pour les adultes à risque accru de faire une forme sévère, et souffrant d'une forme légère à modérée de Covid-19, le jugeant efficace et sûr.
Le Bangladesh autorise la commercialisation en novembre 2021. Les Philippines autorisent son utilisation dans 4 hôpitaux en octobre 2021.

### Achats publics
En juin 2021, le département américain de la Santé s'engage à acheter pour 1,2 milliard de dollars américains de molnupiravir (environ 1,7 million de traitements de 10 doses) à Merck si le produit recevait une autorisation d'utilisation en urgence (EUA) ou une approbation de la FDA aux États-Unis,,.
La France commande 50 000 doses de traitement au molnupiravir en octobre 2021, souvent désignées dans les médias comme « pilules anti-covid ».
L'Australie achète 300 000 doses. La Nouvelle Zélande achète 60 000 doses.

### Composition des médicaments à base de molnupiravir
En Angleterre les caractéristiques du traitement, qui s'appelle Lagevrio avec 200mg de molnupiravir par gélule, sont publiées par le gouvernement le 4 novembre 2021.

## Risques, dangers, effets secondaires
Dans son autorisation d'utilisation d'urgence contre les formes graves du 21 novembre 2021, l'AEM précise que les effets secondaires, légers ou modérés, sont surtout des diarrhées (3%), nausées (2%), vertiges (1%) et maux de tête (1%). 
Le médicament est déconseillé aux femmes enceintes et aux femmes susceptibles de l'être. Il est aussi conseillé aux jeunes mamans d'arrêter l'allaitement pendant le traitement.

### Cytotoxicité
Selon le document approuvé officiellement en Grande-Bretagne, il y aurait une faible toxicité d'après des expériences réalisées sur des chiens, des rats et des souris avec de fortes doses du produit.
Le risque de cytotoxicité a fait l'objet d'une étude publiée en 2020 par dix chercheurs de l'EIDD (Emory Institute for Drug Development, de l'Emory University d'Atlanta), qui conclut que la N4-Hydroxycytidine (NHC) présente des niveaux de cytotoxicité mesurables, variables selon les lignées cellulaires testées (allant de 50 % de mortalité pour 7,5 M dans les cellules CEM et jusqu'à > 100 M dans d'autres lignées cellulaires). Selon les auteurs, « l'ARN polymérase dépendante de l'ADN mitochondrial (POLRMT) incorpore certains analogues nucléotidiques dans les ARN mitochondriaux, entraînant une toxicité mitochondriale substantielle » mais « l'altération mitochondriale par NHC n'est pas le principal contributeur à la cytotoxicité observée du composé dans ces lignées cellulaires ».

### Risques mutagènes
Selon le document approuvé officiellement en Grande-Bretagne, le molnupiravir et le NHC ont été testés positifs positifs au test d'Ames in vitro sur des souches bactériennes, mais 2 études conduites aussi bien in vitro que in vivo sur des animaux (rat, porc) n'ont pas montré d'effet mutagène.
Une étude publiée en septembre 2021, n'observe pas - aux doses suffisantes selon le modèle animal pour traiter la grippe saisonnière et pandémique - d'effets digestifs ou cardiovasculaire significatifs, ni sur d'autres signes vitaux, mais un doute persiste sur le risque d'éventuels effets mutagène pour l'Homme à moyen ou long terme, voire sur plusieurs générations (risque démontré chez d'autres mammifères).
Les petits nucléosides mutagènes peuvent être des armes à double tranchant : efficaces contre les virus à ARN car absorbés par eux avec des effets délétères pour les enzyme virales de la duplication (ARN polymérase ARN-dépendante), ces mêmes nucléosides peuvent aussi être absorbés par de nombreuses autres enzymes, dont celles qui gèrent les acides nucléiques de l'organisme hôte animal, ce qui rend certaines de ces molécules également mutagènes pour l'hôte (comme on l'a d'abord montré chez des bactéries dès 1980 pour ce qui concerne le NHC). 
Le NHC du Molnupiravir testé sur des cellules de mammifères non-humain s'y est montré clairement mutagène, et de manière dose-dépendante (jusqu'à 3 µM), selon une première expérience publiée en aout 2021 par Zhou & ses collègues. 
Une autre expérience aboutit aux mêmes conclusion, avec des résultats « cohérent avec le fait que le rNHC-diphosphate est un substrat à la fois pour la synthèse du rNHC-triphosphate pour l'incorporation dans l'ARN et pour le RNR sur la voie de synthèse du dNHC-triphosphate pour l'incorporation en ADN ». « Ces résultats indiquent que les ribonucléosides mutagènes hautement actifs peuvent présenter un risque pour l'hôte » du virus quand ce produit est utilisé comme médicament antiviral .
En septembre 2021, un nouvel article scientifique publié dans Nature Structural and Molecular Biology confirme et explique la puissance antivirale élevée du NHC, mais rappelle clairement que pour autoriser ce médicament « ses risques potentiels doivent être pris en compte », d'une part car les ARN polymérases hôtes peuvent aussi utiliser le MTP comme substrat (on a montré in vitro que l'ARN polymérase dépendante de l'ADN mitochondrial peut utiliser l'EIDD-1931 et incorporer le NHC monophosphate dans l'ARN) ; et d'autre part car de possibles effets mutagènes du NHC (β-d-N4-hydroxycytidine) ont été récemment décrits au sein de cellules de mammifère. « Par conséquent, il sera important de caractériser les effets du molnupiravir et du NHC sur la fonction de la polymérase cellulaire dans les études futures » concluent ses auteurs.
Bruno Canard, directeur de recherche au CNRS et spécialiste des coronavirus, interrogé dans le Journal du Dimanche du 5 septembre 2021), appelle à la prudence : « C’est un mutagène si puissant qu’il est soupçonné d’être toxique non seulement pour le virus mais pour la cellule hôte, avec un risque cancérigène. ».
En septembre 2023. une étude publiée dans la revue Nature conclut que le traitement au molnupiravir a laissé une trace visible dans les bases de données mondiales de séquençage du génome du virus du Covid-19. Les chercheurs soutiennent que ce traitement contribue à faire émerger des mutations du virus, avec le risque théorique de donner naissance à des variants dangereux. L'étude constate notamment qu'une classe spécifique de longues branches phylogénétiques, caractérisées par une forte proportion de mutations G-to-A et C-to-T, apparaissent presque exclusivement dans des séquences à partir de 2022, après l'introduction du traitement par molnupiravir, et dans les pays et les groupes d’âge où l’usage de la drogue est répandu. Ces conclusions sont rejetées par Merck. Selon le laboratoire pharmaceutique américain, l'étude ne met en avant qu'une corrélation sans permettre d'affirmer un lien de cause à effet entre son traitement et ces mutations.

### Risque cancérigène
Le risque cancérigène peut être présumé compte-tenu du risque mutagène, mais il n'a pas été étudié.

## Controverses et conflits

### Conflits au sein de l'administration Trump
La revue Science dénonce le fait qu'en avril 2020, le Dr Rick Bright (immunologiste) alors directeur de la BARDA ait été démis de ses fonctions alors qu'il alertait sur le risques posés par cette molécule inutilisée depuis 40 ans pour cette raison, et ce, alors que cette molécule était notamment proposée pour lutter contre les épidémies de grippe. Dès novembre 2019, des chercheurs américains avaient déjà étudié le principe actif du molnupiravir, et découvert in vitro et in vivo (chez l'animal) les effets mutagènes potentiels : parmi les arguments apportés par Bright dans sa plainte figurait le fait que « des médicaments expérimentaux similaires de cette classe ont été démontrés comme causant une toxicité reproductive chez les animaux, la progéniture d'animaux traités était née sans dents et avec des parties de crâne manquantes ».
Rick Bright alerte alors le gouvernement américain sur la probabilité que ce médicament soit cancérigène, et dénonce des financements publics d'environ 300 millions de dollars) que l'administration Trump accorde à ce produit. Selon ScienceInsider, Robert Kadlec (médecin militaire, membre du parti républicain, nommé par Donald Trump à la tête de l'Office of the Assistant Secretary for Preparedness and Response (ASPR) d'août 2017 à janvier 2021), a demandé à un agent de la BARDA chargé de la négociation des contrats de financer une petite entreprise pharmaceutique , alors qu'elle ne satisfaisait pas les critères habituels des subventions. Bright s'insurge contre les pressions d'entreprises pharmaceutiques et de personnalités politiques « comme des efforts inappropriés et non scientifiques pour diriger l'argent des contribuables vers certaines entreprises dirigées par des "copains" ou vers "des fins politiques" ».
Peu après, le 22 avril 2020, Bright est démis de son poste de directeur de la BARDA. 
Bright dit avoir agi en lanceur d'alerte car il avait des indices montrant un risque lié à cette molécule, compte tenu d'un effet mutagène documenté lors d'études précédentes sur des molécules semblables, et demande à être réintégré dans son ancien poste de directeur de la BARDA. Il estime alors que le molnupiravir manque de crédibilité scientifique, et il dépose plainte contre Kadlec,,.
En mai 2020, Bright témoigne devant la Chambre des représentants américaine,.
Le 8 mai 2020, le Bureau du conseil spécial (Agence fédérale indépendante statuant sur les plaintes de dénonciateurs ou lanceurs d'alerte) estime qu'il y a des « motifs raisonnables » de conclure que la sanction de Bright était des « représailles ». Les autorités qui n'y ont vu que des querelles internes exacerbées par des budgets importants.

### Controverse
Quelques médicaments mutagènes ont déjà été mis sur le marché en dépit de leur dangerosité, soit en traitement compassionnel, soit pour leurs avantages jugés majeurs par rapport aux risques induits et à la gravité de la maladie (surtout si la dose ou la fréquence d'utilisation permet de limiter le risque). C'est le cas par exemple de la ribavirine. Ses effets mutagènes sont assez graves pour que les régulateurs la déconseillent formellement aux femmes enceintes ou envisageant une grossesse, ainsi qu'aux hommes susceptibles ensuite de faire un enfant. Mais son efficacité contre l'hépatite C, la fièvre de Lassa et certaines autres maladies virales, en l'absence d'alternative, l'a fait juger éthiquement acceptable pour allonger la durée de vie ou survie de patients.
Concernant l'EIDD-2801 utilisée contre la Covid-19, Mark Denison (virologue au Vanderbilt University Medical Center (ONG liée à l'Université Vanderbilt) et co-auteur de l'étude publiée le 29 avril dans Science Translational Medicine) affirme ne promouvoir qu'« une utilisation à court terme pour potentiellement traiter ou prévenir la maladie », mais Raymond Schinazi, qui connaît bien cette molécule pour l'avoir antérieurement étudiée, rétorque que même un traitement de court terme pourrait encore nuire à la reproduction, et que l'utilisation du médicament pour prévenir la maladie pourrait conduire à une exposition beaucoup plus importante de la population.